# Anthony Edwards (roddare)
Anthony Edwards, född den 22 december 1972 i Ballarat i Australien, är en australisk roddare.
Han tog OS-silver i lättvikts-fyra utan styrman i samband med de olympiska roddtävlingarna 2004 i Aten.